# Civil War (együttes)
A Civil War egy svéd heavy metal/power metal együttes, amely 2012-ben alakult Falunban. A Sabatonból kivált zenészek alapították, akikhez csatlakozott az énekes, valamint a basszusgitáros. Számaik szintén történelmi harcokat, háborúkat dolgoznak fel. Dalaikban gyakran jelennek meg gitárszólók, szintetizátor szólók.

## Története
Nem sokkal a Sabatonból való távozásuk után a négy tag (Oskar Montelius, Rikard Sundén, Daniel Mullback, Daniel Myhr), kiegészülve Nils Patrik Johansson énekessel (Astral Doors, Wuthering Heights, Lion's Share) valamint Stefan 'Pizza' Eriksson basszusgitárossal megalapította a Civil War elnevezésű együttest. A zenekar hivatalosan 2012. május 25-én alakult meg, ugyanazon a napon, amikor a Sabaton megjelentette Carolus Rex című új albumát, amin még a négy kivált tag játéka hallható.
Az együttes 2012 nyarán felvett 4 számot, és októberben megjelent az első kislemezdaluk is, Rome is Falling címmel. Az első EP 2012. november 20-án jelent meg Civil War néven, melyen 5 dal kapott helyet. Az együttes első nagylemeze The Killer Angels címmel jelent meg 2013. június 11-én. A cím egy Michael Shaara regény címéből jött, amely a gettysburgi csatáról szól. Az album a júniusi Sweden Rock Magazin CD-melléklete is volt. Néhány nyári fesztiválfellépést már be is jelentett az együttes, a bemutatkozó koncertjük a Sweden Rock Fesztiválon volt 2013. június 8-án. 2013. szeptember 6-án az együttes fellépett a Magyarországon megrendezett Metalwar Fest elnevezésű három napos fesztiválon, amely első napjának fő fellépője volt.
2014. február 11-től február 22-ig a zenekar első európai turnéját adta. 2014. február 14-én a zenekar a hivatalos honlapján bejelentette, hogy szerződést kötött az osztrák Napalm Records kiadóval. 2014. május 23-án az együttes közzétette, hogy új taggal bővült, Petrus Granar gitáros csatlakozott a zenekarhoz, valamint, hogy már a stúdióban vannak, és készül a második lemezük, ami még 2014-ben meg fog jelenni. A zenekar nem koncertezik sokat, a nem túl nagy európai turné óta is mindössze csak néhány fesztiválfellépésük volt.
2015. január 22-én az együttes a hivatalos honlapján bejelentette, hogy a második lemezük május 6-án fog megjelenni, valamint közzétette az album borítóját. 2015. március 8-án az együttes bejelentette, hogy Oskar Montelius gitáros saját döntése alapján kilépett a zenekarból, valamint, hogy megváltak Stefan 'Pizza' Eriksson basszusgitárostól. Az együttes az új album első videóklipjét a Bay of Pigs dalra forgatta, amit 2015. április 8-án tettek közzé hivatalos honlapjukon. A klipben még szerepel Oskar Montelius gitáros a zenekarral. 2015. április 24-én a zenekar fellépett a Dalecarlia zenei díjátadó gálán, Borlängében. Az együttes új albuma 2015. május 6-án jelent meg Gods and Generals címmel. A lemezbemutató koncert 2015. május 29-én volt Borlängében. A zenekar fellépett néhány fesztiválon a nyár folyamán, beleértve a Sabaton Open Airt és a Sabaton Open Air-Noch Ein Bier Fest fesztiválokat is. Utóbbi fesztiválon Daniel Myhr billentyűs csatlakozott a volt zenekara koncertjéhez a Wolfpack című számban.
2015. október 22-től a zenekar európai turnéra indult a Powerwolf és az Orden Ogan társaságában, melynek keretein belül október 25-én Magyarországon, Budapesten a Barba Negra Music Clubban adtak koncertet. 2015. november 3-án közzétették a Gods and Generals album második dalára forgatott videóklipet, melyet a Braveheartra készítettek. 2015. december 5-én volt a zenekar utolsó koncertje az évben.
2016-ban sem adott eddig sok koncertet a zenekar. Február 6-án adtak egy koncertet Svédországban, valamint április 16-án Szófiában, Bulgáriában játszottak. 2016. május 22-én bejelentették, hogy stúdióba vonulnak és megkezdik az új albumuk felvételeit.

## Jelenlegi tagok
- Nils Patrik Johansson – ének (2012–)
- Rikard Sundén – gitár és háttérvokál (2012–)
- Petrus Granar – gitár és háttérvokál (2014–)
- Daniel Mullback – dob és háttérvokál (2012–)
- Daniel Myhr – billentyűs hangszerek és háttérvokál (2012–)

## Korábbi tagok
- Oskar Montelius - gitár és háttérvokál (2012–2015)
- Stefan 'Pizza' Eriksson - basszusgitár és háttérvokál (2012–2015)

## Diszkográfia
| Cím                   | Típus       | Megjelenés dátuma | Kiadó           | Megjegyzés |
| Civil War (EP)        | EP          | 2012              | Despotz Records |            |
| The Killer Angels     | stúdióalbum | 2013              | Despotz Records |            |
| Gods and Generals     | stúdióalbum | 2015              | Napalm Records  |            |
| The Last Full Measure | stúdióalbum | 2016              | Napalm Records  |            |